# Заремби-Ґури-Лесьне
Заремби-Ґури-Лесьне (пол. Zaręby-Góry Leśne) — село в Польщі, у гміні Чижев Високомазовецького повіту Підляського воєводства.
Населення — 63 особи (2011).
У 1975-1998 роках село належало до Ломжинського воєводства.

## Демографія
Демографічна структура станом на 31 березня 2011 року:
|          | Загалом | Допрацездатний вік | Працездатний вік | Постпрацездатний вік |
| -------- | ------- | ------------------ | ---------------- | -------------------- |
| Чоловіки | 31      | 5                  | 22               | 4                    |
| Жінки    | 32      | 5                  | 20               | 7                    |
| Разом    | 63      | 10                 | 42               | 11                   |